# Léa Ziggiatti
Léa Ziggiatti Monteiro (nascida Léa Maselli Ziggiatti, 1936 - 2024) foi uma musicista, advogada, jornalista e pedagoga campineira. Mantenedora e diretora do Conservatório Carlos Gomes de Campinas por mais de sessenta anos (1962 a 2024), desenvolveu método pedagógico inovador, integrando todas as artes (música, teatro, dança e artes plásticas) na formação dos alunos, possibilitando tornarem-se artistas globais.
Bacharel em Direito pela PUC/Campinas, exerceu o jornalismo e colaborou com os periódicos Correio Popular e Diário do Povo, ambos de Campinas/SP. Seu gosto pela escrita levou à publicação dos livros Auto das Estrelinhas de Belém, pela editora Paulus (1994) e Trilogia da Cidade Amada, pela Komedi (2007).

#### O Conservatório Carlos Gomes
A história de Léa Ziggiatti se entrelaça à do Conservatório Carlos Gomes. A primeira escola de música de Campinas, criada em 1927, teve entre seus fundadores os avós de D. Léa - José e Catharina Inglese Soares - e como primeiro diretor, Miguel Ziggiatti, seu tio.
Nascida em família de músicos, Léa estudou piano e flauta doce. Casou-se aos 25 anos de idade com o fotógrafo Ubirajara Monteiro, com quem teve um casal de filhos, ambos educados também no ambiente musical.
A partir de 1962, assumiu a direção do Conservatório e apresentou uma visão inovadora para a formação dos jovens artistas: unir os saberes de todas as artes, numa filosofia de integração entre elas. A metodologia pioneira em instituições do gênero possibilitaria, segundo a pedagoga, a formação de artistas mais completos.
Na década de 1970, com as novas leis de formação profissional, Léa adaptou as grades curriculares do Conservatório, passando a oferecer cursos técnicos profissionalizantes em música, teatro, dança e artes plásticas. Inúmeros artistas profissionais de renome passaram pela escola e pelos ensinamentos de D. Léa, entre eles o artista plástico Paulo Cheida e a atriz Regina Duarte. 

#### Projetos e premiações
Na direção do Conservatório, Léa criou diversos projetos musicais, contribuindo para o enriquecimento do ambiente cultural da cidade. Entre eles, destacam-se os Meninos Cantores de Campinas, criado em 1991, a Orquestra do Conservatório e a Orquestra Jovem Carlito Gomes, além de grupos de câmara, de teatro e balé, com apresentações frequentes nos palcos da cidade.
Léa recebeu vários prêmios em vida, destacando-se os troféus no Festival Estudantil de Teatro de Tatuí (1987) pela adaptação do tema "Medieval" e o prêmio revelação pela adaptação de "Branca de Neve" para opereta (1996), além do Prêmio Municipal Estímulo de Literatura Infantil pelo "Auto das Estrelinhas de Belém" (1993).
Em vias de completar seu primeiro centenário, o Conservatório Carlos Gomes prossegue dando continuidade às iniciativas inovadoras de D. Léa, agora sob liderança de sua filha, Lara Ziggiatti, violoncelista da Orquestra Sinfônica Municipal de Campinas e da Orquestra Sinfônica da Unicamp.